# Lepidium naufragorum
Lepidium naufragorum är en korsblommig växtart som beskrevs av Garn.-jones och John Bitting Smith Norton. Lepidium naufragorum ingår i släktet krassingar, och familjen korsblommiga växter. Inga underarter finns listade i Catalogue of Life.